# Siegfried Hännl
Siegfried Hännl (* 6. September 1943 in Schönbach b. Asch; † 4. Oktober 2012 in Bamberg) war ein deutscher Journalist.

## Werdegang
Hännl wuchs in Selb-Plößberg auf. Er war 27 Jahre bei der Süddeutschen Zeitung tätig. Dort war er Leiter der Regionalausgaben, des Ressorts Bayern und der Reportagen-Seite. Danach war er bis Ende August 2005 Chefredakteur des Fränkischen Tags in Bamberg. Von 2003 bis 2006 war er Vorsitzender der Akademie für neue Medien in Kulmbach.

## Ehrungen
- 1997: Verdienstkreuz am Bande der Bundesrepublik Deutschland
- 2011: Johann-Georg-August-Wirth-Preis